# Kowala (województwo lubelskie)
Kowala – wieś w Polsce położona w województwie lubelskim, w powiecie puławskim, w gminie Puławy. Leży przy drodze wojewódzkiej nr 738.
Prywatna wieś szlachecka, położona była w drugiej połowie XVI wieku w powiecie radomskim województwa sandomierskiego. 
W latach 1975–1998 miejscowość należała administracyjnie do ówczesnego województwa lubelskiego.
Wieś stanowi sołectwo gminy Puławy. Według Narodowego Spisu Powszechnego z roku 2011 wieś liczyła 297 mieszkańców.
Wierni Kościoła rzymskokatolickiego należą do parafii św. Wojciecha w Górze Puławskiej.
W miejscowości urodził się naukowiec informatyk Jerzy Sołdek.